# Марек Собеський
Марек Собєський (пол. Marek Sobieski; 1549/1550 — 10 листопада 1605, Піляшковіце, тепер у гміні Рибчевіце) — польський шляхтич, урядник, політичний, державний і військовий діяч Речі Посполитої. Представник роду Собеських гербу Яніна. Дід короля Яна III.

## Життєпис

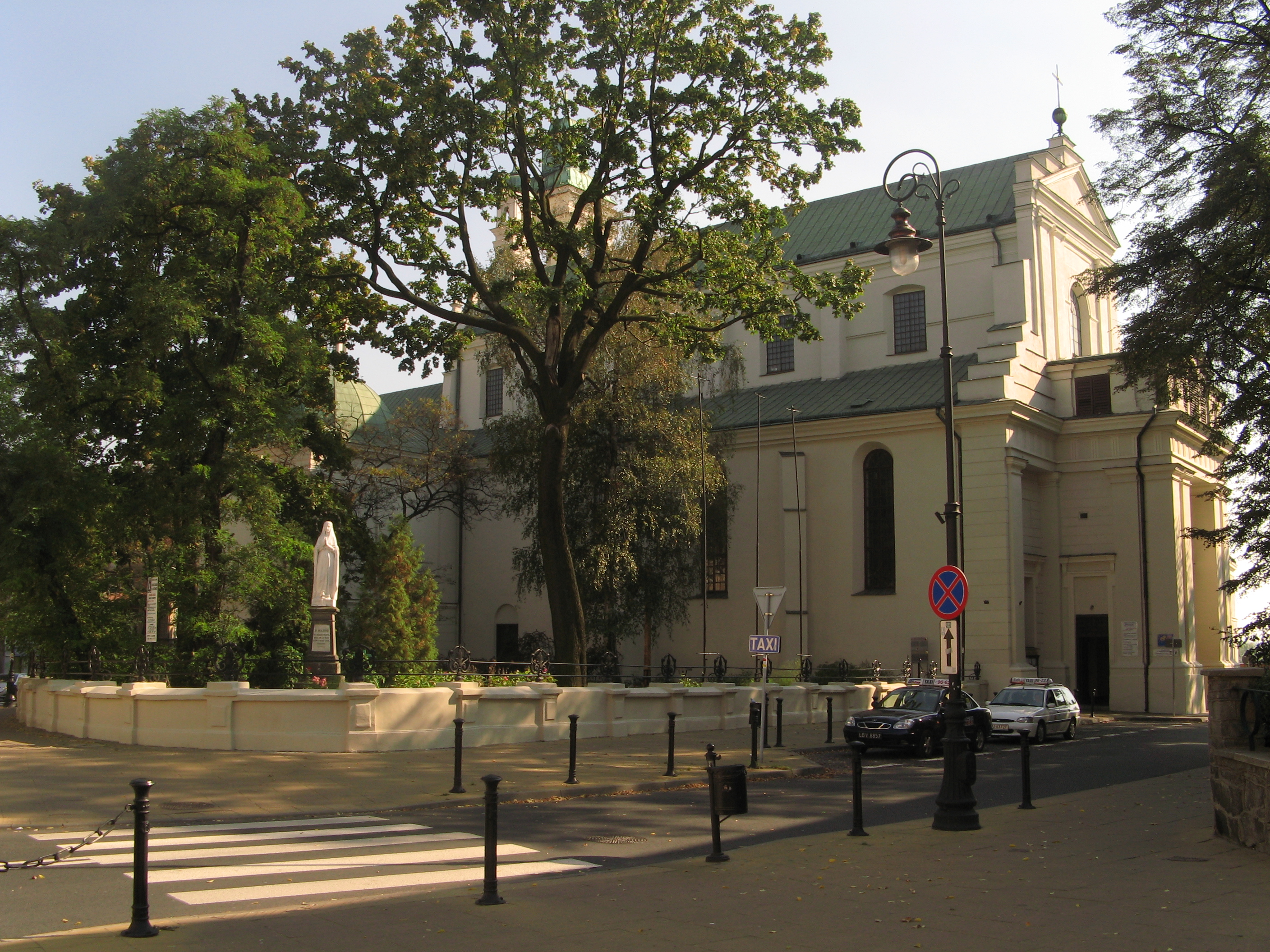
Місце поховання

Народився 1549 або 1550 року. Був найстаршим сином Яна Собєського та його дружини Катажини Ґдешинської, братом Себастьяна Собеського та дідом короля Яна III.
Можливо, навчався у школі люблінських кальвіністів у Бихаві. З молодих років був пов'язаний із Замойськими гербу Єліта, за сприяння яких 17 липня 1576 року був прийнятий до стану придворних, які несуть службу з почтом у шість коней. Був вправним військовиком, одним з найбільш відданих королю слуг. Брав участь у війні з московитами у 1579—1581 роках, зокрема, відзначився в битві під Торопцем 19 вересня 1580 року.
1598 року любельський воєвода Марек Собєський отримав «консенс» короля Сігізмунда III Вази на відступлення Якубові Потоцькому королівщин Черніїв, Хом'яків, Хриплин, Перевозець, «саліни» Велеш(с)ниця. За рішенням сейму 1601 року був призначений комісаром з люстрації Летичівського замку. Через кілька місяців після березня 1602 року, на чолі 900 вершників та 100 піхотинців брав участь в поході до Молдавії для допомоги Єремії Могилі.
Уряди (посади): придворний короля (1577 р.), луцький староста (дохідне староство), хорунжий великий коронний (1581 р.), каштелян любельський (близько 1597 р.), воєвода люблінський (1598 р., можливо, з 1597 р.).
Заклав підвалини «фортуни» роду завдяки ласці короля та коронного канцлера Яна Саріуша Замойського. 1581 року з братом отримали на сеймі у дідичну власність королівщину Піляшковіце (пол. Pilaszkowice), сам — державлення Свинюського староства (Волинь, одне містечко, сім сіл). 1598 набув «золочівський ключ» (місто і понад 60 сіл). Мав маєтності на Поділлі, чотири села в Холмській землі (Хорупник, Ґошкув, Вісьнюв, Вєлополє), кам'яницю в Любліні (на неї звернули увагу Браун та Гоґенберґ). У 1596—1601 роках державив Книшинське староство за 12500 злотих/рік.
Помер 10 листопада 1605 року в с. Піляшковіце (тепер у складі гміни Рибчевіце Свідницького повіту Люблінського воєводства). Був похований біля першої дружини в костелі бернардинців у Любліні, якому в 1602 році призначив значні кошти.

### Сім'я
Одружувався двічі. Перша дружина — Ядвіґа Снопковська (пом. 11 жовтня 1597, через кілька днів після народження другого сина, донька холмського войського Якуба Снопковського (пол. Jakub Snopkowski), сестра коронного хорунжого Стефана Снопковського, та дружини батька з Гербуртів, очевидно, сестри Анни, дружини Станіслава Замойського). Шлюб між 1575—1579 роками. Діти:
- Якуб — краківський каштелян, воєвода белзький і руський
- Зоф'я — дружина підляського воєводи Яна Водиньського
- Александра Маріанна — дружина маршалка великого литовського Криштофа Веселовського, ініціаторка і співфундаторка будівництва костелу Благовіщення і монастир бригідок (Гродно)
- Катажина — ленчицького воєводи Станіслава Радзейовського
- Ґризельда — дружина дерптського воєводи Дажбога Карнковського, крайчого королеви Яна Розджевского
- Анна — монахиня-бригідка в Гродно.

Друга дружина — Катажина Тенчиньська (донька белзького воєводи Анджея Тенчинського (?—1588)) віно — Блудів на Волині.
- Ян (?—1627).